# Sede fundacional del Club Atlético Rosario Central
La Sede fundacional del Club Atlético Rosario Central es un edificio perteneciente a dicha institución deportiva, en el cual fue fundada el 24 de diciembre de 1889; se ubica en la Avenida Alberdi 23 bis, en el corazón de lo que fuera el barrio Talleres.

## Origen

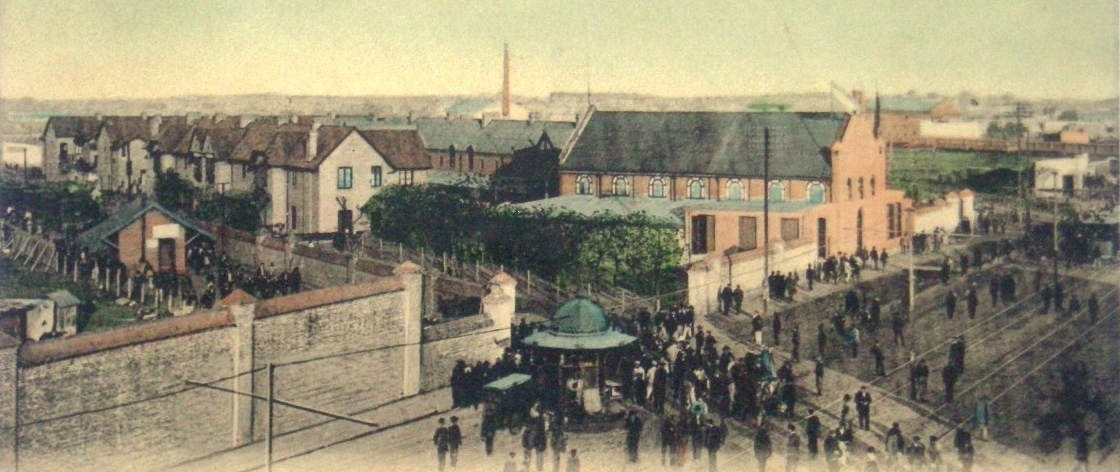
Imagen de los talleres ferroviarios a principios del.

Con el establecimiento del Ferrocarril Central Argentino en la ciudad de Rosario, se afincó en la zona gran cantidad de inmigrantes de origen británico que llegaron como mano de obra calificada para el trabajo ferroviario. Trajeron además sus costumbres, y entre las deportivas se encontraba la práctica del fútbol. En los denominados suburbios del norte de la ciudad se instalaron los talleres del ferrocarril, dando lugar a la formación de un barrio para sus obreros; en él se asentó también una iglesia anglicana, en la cual funcionaban además una escuela y un almacén de ramos generales, ubicados sobre el por entonces Camino al Arroyito (actual Avenida Alberdi). En el almacén, que funcionaba también como bar, el día 24 de diciembre de 1889 un grupo de trabajadores del ferrocarril decidió fundar una institución deportiva para la práctica del fútbol, a instancias principalmente de su futuro primer presidente, el escocés Colin Calder; el nombre elegido fue Central Argentine Railway Athletic Club, que a los pocos años mutaría a la actual denominación de Club Atlético Rosario Central. El resto del cuerpo dirigencial fue compuesto por Thomas Hooper como vicepresidente, C. Chamberlain como secretario y Whitbet, Muthon, H. Cooper, William Mulhall, y Thomas Mutton en la mesa directiva. Otros nombres destacados entre las setenta personas que integraron la reunión fueron Miguel Green, W. O. Lucas, William Taylor Paul y Cantón.

## Actualidad

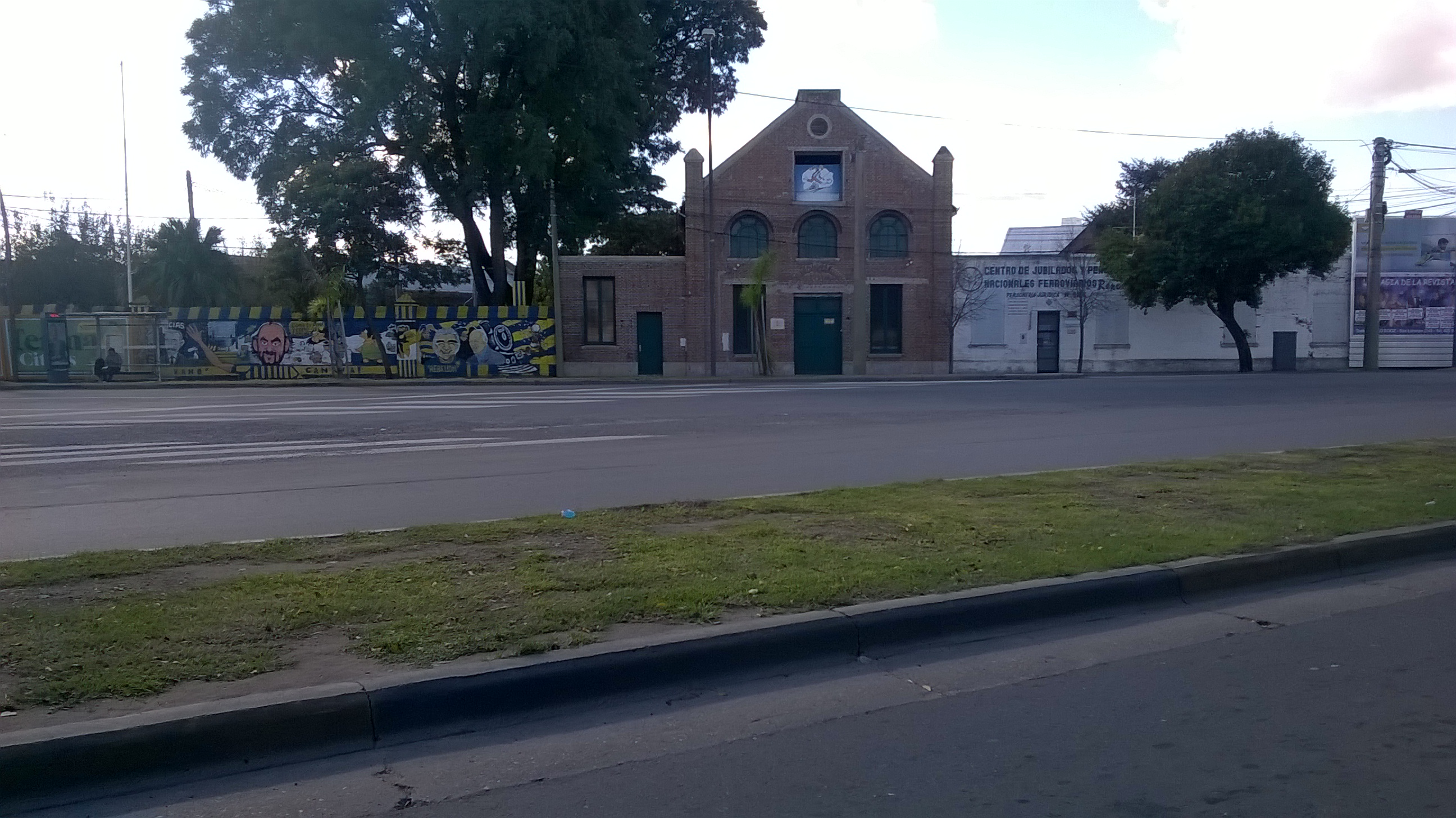
Otra imagen actual de la construcción.

Con el correr de los años el edificio terminó en manos de la Municipalidad de Rosario. En 2013 el ejecutivo decidió pasarle la propiedad al Club Atlético Rosario Central, tras el pedido de parte de la comisión directiva, logrando también la aceptación por parte del Concejo Deliberante. Luego de un año en el que no se realizaron obras, con el cambio de gobierno en la institución canalla se creó la denominada subcomisión Sede fundacional, integrada por unas cuarenta personas. Se iniciaron trabajos para reformar el lugar, que se encontraba en precarias condiciones. Se tomó la decisión de restaurar el salón en el cual se firmó el acta creacional tratando de igualar las condiciones que poseía en aquel 1889, mientras que al resto de la construcción se optó por refuncionalizarlo, cuidando algunos detalles de la vieja época. Durante las labores, se encontró debajo del tablado del piso una pelota que se estima es de fines del siglo XIX. En 2018 el club consiguió la cesión de los terrenos que se encuentran a unos cien metros de la Sede y en los cuales Central asentó su primer campo de juego.

### Usos
El objetivo principal para el edificio es constituir un museo que refiera obviamente a la historia del club, para lo cual aun se desarrollan obras. En 2014, al celebrarse el 125.° aniversario de Central, se realizó parte de la fiesta en la Sede fundacional, transformándose en el lugar principal de la misma en los años posteriores todos los 24 de diciembre. También se le ha dado destino de centro cultural, siendo ya utilizado para diversas actividades.

## Ubicación
La Sede fundacional se encuentra en la Avenida Alberdi 23 bis de la ciudad de Rosario, a metros del ferroviario Cruce Alberdi y del Parque Scalabrini Ortiz. Dista 1,5 km del Estadio Gigante de Arroyito y 5,2 km de la sede social del club en el centro de la ciudad.

### Transporte público próximo
Las líneas de ómnibus que llegan a las cercanías de la Sede son: 35/9 bandera verde, 102 bandera negra, 103 banderas negra y roja, 106 banderas negra y roja, 107 banderas negra y roja, 112 banderas negra y roja, 121, 136, 137, 142 banderas negra y roja, 143 banderas negra y roja, 146 banderas negra y roja.